# 兵庫県道488号長坂垂水線
兵庫県道488号長坂垂水線（ひょうごけんどう488ごう ながさかたるみせん）は、兵庫県神戸市から神戸市垂水区に至る一般県道である。

## 概要
神戸市西区伊川谷町長坂から神戸市垂水区平磯1丁目に至る。
大部分は神戸市垂水区であるが、起点付近は神戸市西区伊川谷町長坂である。起点付近から第二神明道路北線までは狭隘道路で、未舗装区間も存在するが、民有地と一体になっており境界未確定部分が多いうえ、「舗装すると商業地への通過交通が増え、住環境が悪化する」との懸念が周辺の住宅地から寄せられていたことから、2021年（令和3年）3月時点では舗装の計画はなかった。しかし未舗装区間は通学路であり改善を望む声があったこと、また街灯が無いため治安上の懸念があることから、2021年（令和3年）8月に市は該当区間の舗装および街灯の設置を決定した。なお前述の通過交通量に関する懸念も踏まえ、西区側の住宅地境界付近に車止めを設置し車両の通り抜けを禁止する方針になった。
第二神明道路北線から終点付近にかけてはほぼ全線2車線である。

### 路線データ
- 起点：神戸市西区伊川谷町長坂（兵庫県道487号平野舞子停車場線交点）
- 終点：神戸市垂水区平磯1丁目（福田川交差点、国道2号交点）

## 路線状況

### 重複区間
- 兵庫県道65号神戸加古川姫路線（神戸市垂水区名谷町・中山大橋交差点 - 神戸市垂水区名谷町）

### 道路施設

#### 橋梁
- ヒロコバ跨道橋（国道2号 神戸西バイパス・第二神明道路北線、神戸市垂水区）
- 中山大橋（福田川、神戸市垂水区、兵庫県道65号神戸加古川姫路線重複区間内）

## 地理

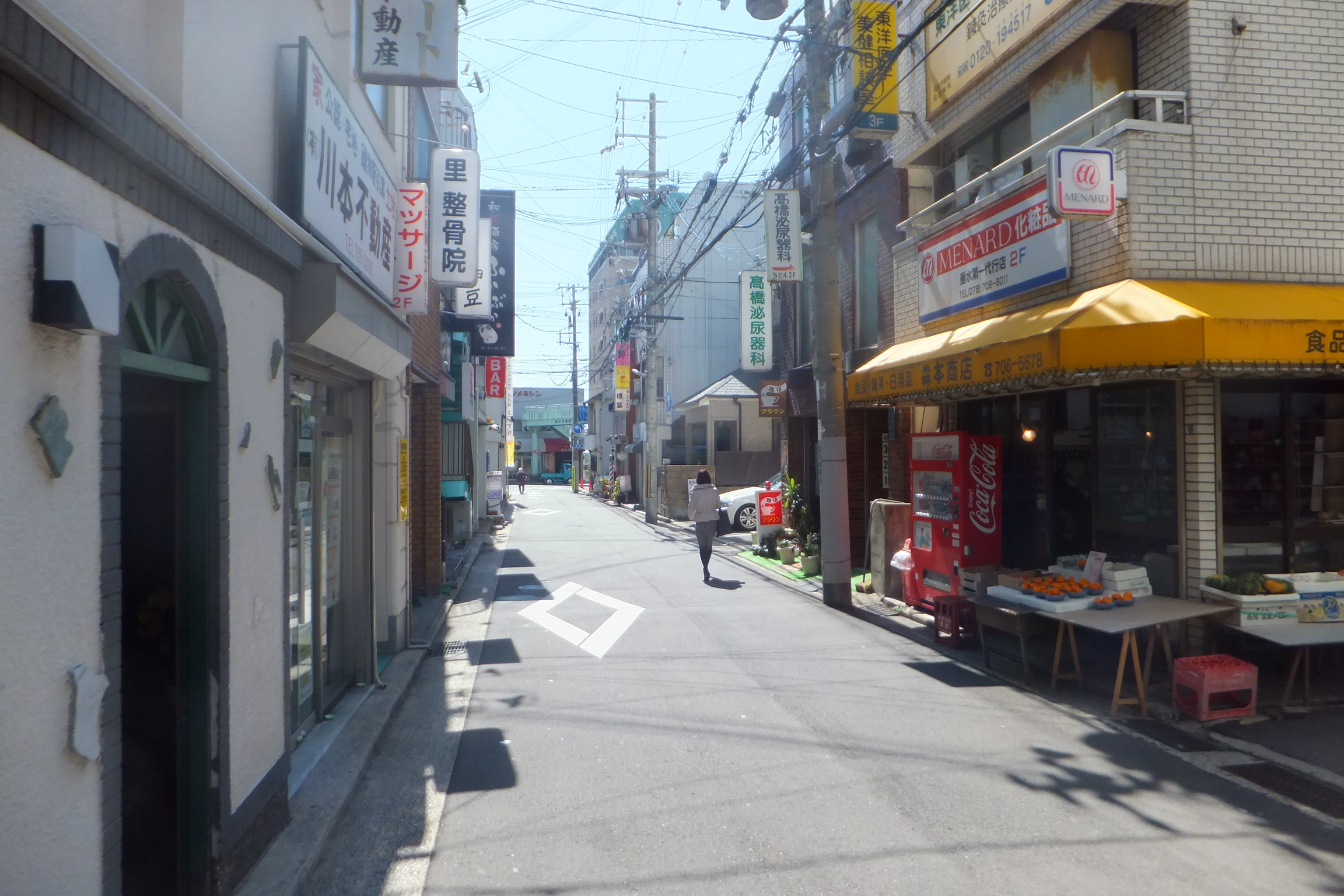
終点付近
神戸市垂水区平磯4丁目で撮影

### 通過する自治体
- 神戸市（西区 - 垂水区）

### 交差する道路
| 交差する道路                                                                 | 市町村名 | 市町村名 | 交差する場所 | 交差する場所              |
| ---------------------------------------------------------------------------- | -------- | -------- | ------------ | ------------------------- |
| 兵庫県道487号平野舞子停車場線                                                | 神戸市   | 西区     | 伊川谷町長坂 | 起点                      |
| 国道2号 / 神戸西バイパス                                                     | 神戸市   | 垂水区   | 多聞町       | [ 注釈 2 ]                |
| E94 第二神明道路北線 国道2号 / 神戸西バイパス 兵庫県道488号長坂垂水線 / 別線 | 神戸市   | 垂水区   | 小束山6丁目  | 小束山6交差点 11 学園南IC |
| 兵庫県道488号長坂垂水線 / 別線                                               | 神戸市   | 垂水区   | 名谷町       |                           |
| E28 神戸淡路鳴門自動車道                                                     | 神戸市   | 垂水区   | 名谷町       | 3 垂水IC                  |
| 兵庫県道65号神戸加古川姫路線 重複区間起点                                    | 神戸市   | 垂水区   | 名谷町       | 中山大橋交差点            |
| 兵庫県道65号神戸加古川姫路線 重複区間終点                                    | 神戸市   | 垂水区   | 名谷町       |                           |
| 国道2号 国道28号 重複 国道250号 重複                                         | 神戸市   | 垂水区   | 平磯1丁目    | 福田川交差点 / 終点       |

### 交差する鉄道
- 山陽本線
- 山陽電気鉄道本線

### 沿線
- 兵庫県立伊川谷高等学校
- 神戸市立長坂中学校
- 神戸市立長坂小学校
- 神戸市立小束山小学校
- 兵庫県立神戸聴覚特別支援学校
- 神戸市立高丸小学校
- 神戸市立垂水小学校
- 垂水区役所
- JR西日本山陽本線 垂水駅
- 山陽電気鉄道本線 山陽垂水駅